# Gitona beckeri
Gitona beckeri är en tvåvingeart som beskrevs av Oswald Duda 1924. Gitona beckeri ingår i släktet Gitona och familjen daggflugor. Inga underarter finns listade i Catalogue of Life.